# Lechytia maxima
Espèce
Lechytia maxima est une espèce de pseudoscorpions de la famille des Lechytiidae.

## Distribution
Cette espèce se rencontre au Kenya et en Tanzanie.

## Publication originale
- Beier, 1955 : Pseudoscorpionidea, gesammelt während der schwedischen Expeditionen nach Ostafrika 1937-38 und 1948. Arkiv för Zoologi, sér. 2, vol. 7, p. 527-558.